# 上海地产（集团）有限公司
上海地产（集团）有限公司，简称上海地产，是上海市国有资产监督管理委员会监管的国有房地产开发企业，组建于2003年。
2009年，该企业有员工2558人，总资产666.52亿元，参与了多项动迁项目及保障房建设项目。

## 持股
- 上海房地（集团）有限公司（100%）
- 绿地控股集团股份有限公司（25.82%）